# Bernard Rousselet
Pour les articles homonymes, voir Rousselet.
Bernard Rousselet né le 24 février 1932 à Nancy et mort le 14 juin 2021 à Provins, est un acteur français.
Il a incarné au cinéma entre autres le mari dans Alice ou la Dernière Fugue de Claude Chabrol et le libraire aux côtès de Claude Jade dans Une petite fille dans les tournesols de Bernard Férié. Il est plus populaire grâce à des téléfilms (par exemple dans le rôle de Walter Hartright dans la Femme en blanc) et dans beaucoup de feuilletons télévisés, notamment Les Dernières Volontés de Richard Lagrange avec Muriel Baptiste,  Les Gens de Mogador (où il incarne Hubert, amoureux de sa belle-sœur interprétée par Marie-France Pisier) ou encore Thierry la Fronde.

## Filmographie

### Cinéma
- 1964 : Les Baisers, film à sketches avec Bertrand Tavernier (épisode 2 : Baiser de Judas) : Robert
- 1977 : Alice ou la dernière fugue, de Claude Chabrol : le mari d'Alice
- 1980 : Bobo la tête, de Gilles Katz
- 1981 : Votre enfant m'intéresse, de Jean-Michel Carré
- 1983 : Banzaï, de Claude Zidi : le chef du personnel
- 1984 : Une petite fille dans les tournesols, de Bernard Férie : le libraire

### Télévision
- 1963-1965 : Thierry la Fronde de Pierre Goutas : Pierre.
- 1966 à 1970 : Allô Police de Raymond Caillava : inspecteur Gilbert Mareuil
- 1968 : Eugénie Grandet. France.  d'Alain Boudet: Charles Grandet.
- 1971 : La Duchesse de Berry de Jacques Trébouta : Guibourg
- 1972 : Les Dernières Volontés de Richard Lagrange de Roger Burckhardt.
- 1972 : Les Gens de Mogador de Robert Mazoyer : Hubert Vernet
- 1973 : Karatekas and co, série télévisée de Edmond Tyborowski : Georges Schmid
- 1975 : L'inspecteur Wens : Six hommes morts - "Les Grands Détectives" de Jean Herman : Perlonjour.
- 1975 : Les Cinq Dernières Minutes, épisode, Le lièvre blanc aux oreilles de Claude Loursais : Arnaud Sorbier.
- 1978 : Médecins de nuit de Philippe Lefebvre, épisode : Anne
- 1978 : Madame le juge, épisode Le Dossier Françoise Muller d’Édouard Molinaro
- 1983 : Les Enquêtes du commissaire Maigret, épisode : Un Noël de Maigret de Jean-Paul Sassy.
- 1984 : Une petite fille dans les tournesols de Bernard Férié
- 1985 : Le Génie du faux de Stéphane Kurc.
- 1987 : Les Enquêtes du commissaire Maigret, épisode : Un échec de Maigret de Gilles Katz.

## Théâtre
- 1961 : Mille francs de récompense de Victor Hugo, mise en scène Hubert Gignoux, Centre dramatique de l'Est, Théâtre de l'Ambigu
- 1961 : La Visite de la vieille dame de Friedrich Dürrenmatt, mise en scène Hubert Gignoux, Centre dramatique de l'Est, Théâtre de l'Ambigu
- 1961 : Va donc chez Thorpe de François Billetdoux, mise en scène Antoine Bourseiller, Studio des Champs-Elysées
- 1962 : Axël d'Auguste Villiers de l'Isle-Adam, mise en scène Antoine Bourseiller, Studio des Champs-Elysées
- 1962 : Chemises de nuit d'Eugène Ionesco, François Billetdoux et Jean Vauthier, mise en scène Antoine Bourseiller, Théâtre des Champs-Élysées
- 1962 : Dans la jungle des villes de Bertolt Brecht, mise en scène Antoine Bourseiller, Théâtre des Champs-Élysées
- 1963 : Les Parachutistes de Jean Cau, mise en scène Antoine Bourseiller, Studio des Champs-Elysées
- 1963 : Foudroyé d'Antoine Bourseiller, mise en scène de l'auteur, Théâtre des Champs-Élysées
- 1963 : Un mois à la campagne d'Ivan Tourgueniev, mise en scène André Barsacq, Théâtre de l'Atelier
- 1965 : Lettres portugaises, mise en scène Antoine Bourseiller, Poche Montparnasse
- 1966 : Les Paravents de Jean Genet, mise en scène Roger Blin, Théâtre de l'Odéon
- 1967 : Chaud et froid de Fernand Crommelynck, mise en scène Pierre Franck, Théâtre de l'Œuvre
- 1968 : Les Rosenberg ne doivent pas mourir d'Alain Decaux, mise en scène Jean-Marie Serreau, Tréteaux de France, Théâtre de la Porte-Saint-Martin
- 1970 : Haute Surveillance de Jean Genet, mise en scène Arcady, Théâtre Récamier
- 1971 : Le Misanthrope de Molière, mise en scène Antoine Bourseiller, Théâtre du Gymnase, Théâtre de l'Odéon
- 1975 : Coquin de coq de Sean O'Casey, mise en scène Guy Rétoré, Festival d'Avignon
- 1978 : Les Assiégés de Francis Stone, mise en scène Jean-Gabriel Nordmann, Théâtre Mouffetard
- 1982 : Pour Lucrèce de Jean Giraudoux, mise en scène Jean-Pierre Laruy, Festival de Bellac, Casino municipal de Vichy, Tulle (Corrèze) et Château de Boussac (Creuse)
- 1991 : Le Roi pêcheur de Julien Gracq, mise en scène Jean-Paul Lucet, Théâtre des Célestins
- 1991 : Loire de André Obey, mise en scène Jean-Paul Lucet, Théâtre des Célestins
- 1992 : Nocturne à Nohant de Dominique Paquet d'après George Sand, mise en scène Hervé Van Der Meulen,  Théâtre des Mathurins